# Catherington
Catherington est un village du Hampshire, en Angleterre. Il est situé dans le sud-est du comté, à une vingtaine de kilomètres au nord du centre-ville de Portsmouth, juste à l'ouest de la route A3. Administrativement, il est rattaché à la paroisse civile de Horndean, qui relève du district non métropolitain du East Hampshire.

## Toponymie
Catherington est un nom d'origine vieil-anglaise qui est attesté pour la première fois vers 1014 sous la forme Cateringatune. L'élément tūn désigne une ferme ou un village, mais le reste du toponyme est ambigu. A. D. Mills propose deux étymologies possibles : soit « la ferme de ceux qui vivent près de la colline Cadeir » (ce dernier nom étant d'origine celtique), soit « la ferme de ceux qui suivent un dénommé Cator ou Cattor ».

## Histoire
La première mention écrite de Catherington figure dans le testament d'Æthelstan Ætheling, fils du roi Æthelred le Malavisé mort en 1014. L'une des provisions concerne un terrain de huit hides à Cateringatune que le prince lègue à son sénéchal Ælfmær.
La paroisse civile de Catherington est abolie en 1932 au profit de celles de Havant et Horndean.

## Démographie
| 1801 | 1811 | 1821 | 1831 | 1841  | 1851  |
| ---- | ---- | ---- | ---- | ----- | ----- |
| 559  | 607  | 798  | 944  | 1 003 | 1 094 |

| 1881  | 1891  | 1901  | 1911  | 1921  | 1931  |
| ----- | ----- | ----- | ----- | ----- | ----- |
| 1 321 | 1 413 | 1 356 | 1 663 | 2 101 | 3 833 |

## Culture locale et patrimoine

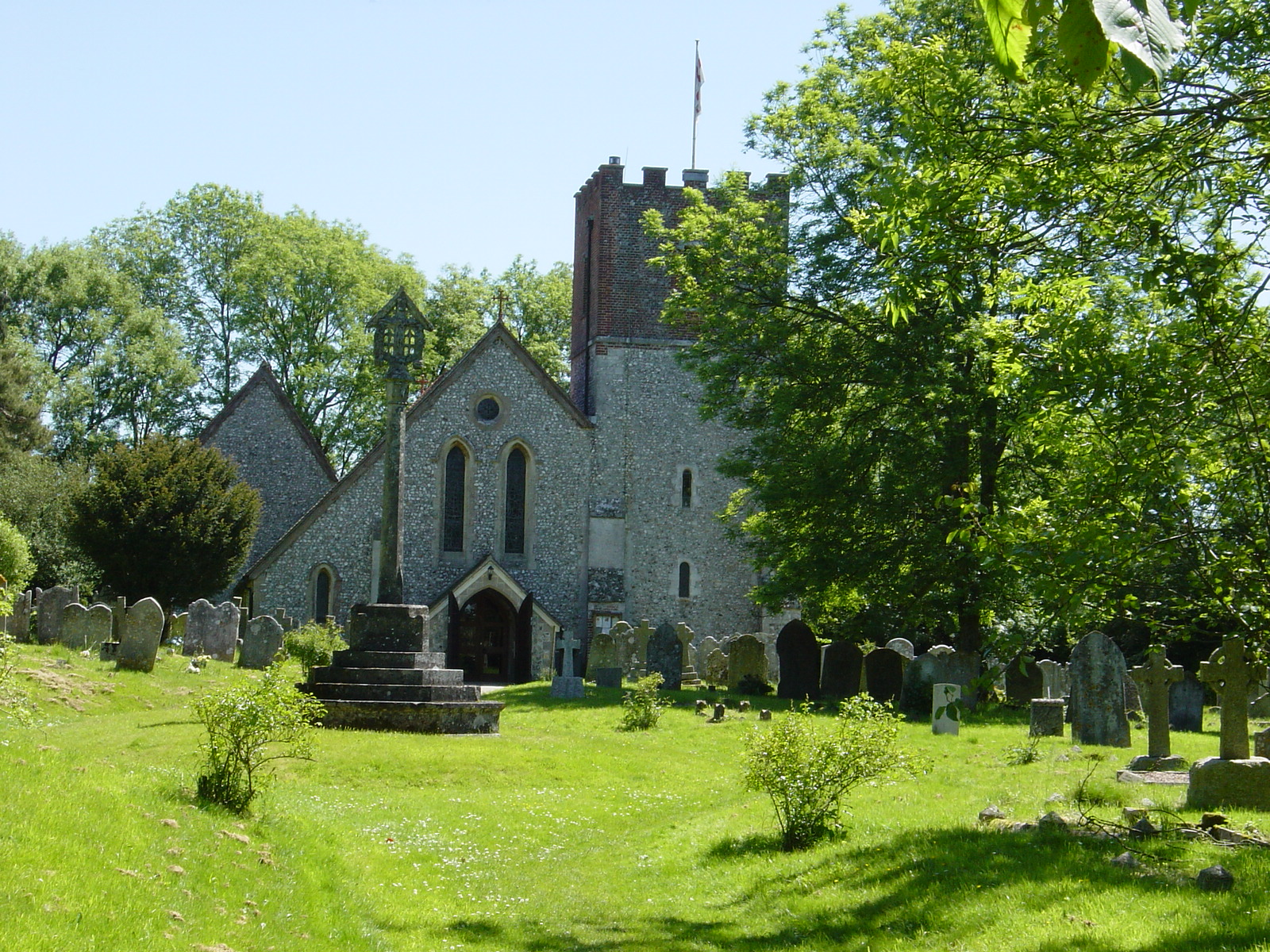
L'église de Catherington.

L'église paroissiale de Catherington est dédiée à tous les saints. La majeure partie du bâtiment remonte à la fin du XIIe siècle. Restaurée en 1883 par Edmund Ferrey, fils de l'architecte Benjamin Ferrey, elle constitue un monument classé de grade II* depuis 1954.
L'église abrite le monument funéraire de Nicholas Hyde (en) (mort en 1631), Lord juge en chef sous le règne de Charles Ier. Le cimetière attenant accueille les tombes des amiraux Charles Napier (1786-1860) et Christopher Cradock (1862-1914), ainsi que celle de l'acteur Charles Kean (1811-1868).